# Lagestatus
Der Lagestatus (LST) dient im amtlichen Vermessungswesen in Deutschland (Landesvermessung und Liegenschaftskataster) zur Unterscheidung unterschiedlicher Lagekoordinaten eines Punktes. Der Lagestatus kennzeichnet die Art der Koordinaten und gibt das geodätische Bezugssystem an, auf das sich die Koordinaten beziehen. Wenn mehrere Lagekoordinatenpaare für denselben Vermessungspunkt geführt werden, erhalten sie verschiedene Lagestatusangaben.
Im Amtlichen Liegenschaftskatasterinformationssystem (ALKIS) und im Amtlichen Festpunktinformationssystem (AFIS), die seit 2009 eingeführt werden,[veraltet] wird der Lagestatus nicht mehr geführt. Koordinatensysteme werden durch Angabe der Bezugssysteme (z. B. Lage- oder Höhenbezugssystem) unterschieden. Die früher im Lagestatus zusätzlich enthaltenen Informationen über die Art der Koordinaten werden in anderen Attributen gespeichert.

## Bedeutung
Seit dem Ende des 19. Jahrhunderts wurden in den einzelnen Ländern des Deutschen Reiches durch Triangulationen unterschiedliche Netzgrundlagen für die Landesaufnahme geschaffen. In Preußen war dies das Netz der Preußischen Landesaufnahme. Durch spätere Netzerneuerungen, zuletzt durch satellitengeodätische Verfahren kamen weitere Netzgrundlagen hinzu.
Um die verschiedenen Koordinaten eines Punktes zu unterscheiden, wurde der Lagestatus eingeführt. Damit wird gewährleistet, dass bei geodätischen Berechnungen nur Koordinaten verwendet werden, die sich auf ein Bezugssystem beziehen. Außerdem ist es möglich, bei Neuberechnungen von Koordinaten die alten Koordinaten als historische Koordinaten zu kennzeichnen.

## Verschlüsselung
Der Lagestatus wird mit einer dreistelligen Ziffern- und Buchstabenkombination verschlüsselt. Die erste Stelle gibt die Art der Koordinaten und die beiden anderen Stellen als Bezugssystem an.
Mögliche Koordinatenarten sind beispielsweise vorläufige Koordinaten (0), festgesetzte Koordinaten im GK-System (1), festgesetzte UTM-Koordinaten (4) oder historische Koordinaten (9, A–Z). Häufige Bezugssysteme sind das ETRS 89 (.89) oder die Preußische Landesaufnahme (.01). So kennzeichnet beispielsweise der Lagestatus 001 vorläufige Koordinaten der Preußischen Landesaufnahme oder der Lagestatus 489 festgesetzte UTM-Koordinaten im ETRS 89.
Die Art der Verschlüsselung wird in den Vermessungsvorschriften der Bundesländer geregelt. Da in jedem Bundesland andere Netzgrundlagen bestehen, gibt es insbesondere bei dem Bezugssystem Unterschiede zwischen den Bundesländern. Künftig soll in Deutschland das ETRS 89 als einheitliche Netzgrundlage eingeführt und damit auf den einheitlichen Lagestatus 489 umgestellt werden.

## Höhen- und Positionsstatus
Analog zum Lagestatus werden verschiedene Höhen durch den Höhenstatus unterschieden. Dreidimensionale geozentrische kartesische Koordinaten erhalten einen Positionsstatus, z. B. 389 für XYZ-Koordinaten im ETRS 89.